# William Radcliffe Birt
William Radcliffe Birt (1804 — 1881) var en engelsk amatörastronom. Han arbetade mycket med John Herschel, och utförde mycket meteorologisk forskning om atmosfäriska vågor mellan 1843 och 1850. En stor del av hans arbeten finns i the Scientist's Collection vid American Philosophical Society.
Birt namngav bergskedjan Montes Recti på månen. Han har fått månkratern Birt uppkallad efter sig.